# Aelurillus bosmansi
Aelurillus bosmansi (лат.) — вид пауков рода Aelurillus из семейства пауков-скакунчиков (Salticidae).

## Распространение
Западная Палеарктика:  Испания.

## Описание
Просома чёрная, покрыта белыми чешуйками, задняя часть глазного поля с белыми чешуйками. Длина просомы самца: 2,5 мм. Клипеус и хелицеры темно-коричневые, клипеус и боковые части просомы покрыты белыми волосками. Ноги желто-коричневатые, с коричневыми пятнами. Опистосома коричнево-серое, дорзум коричнево-чёрный, покрыт желтовато-серебристыми чешуками.
Вид Aelurillus bosmansi был впервые описан российским арахнологом Галиной Азаркиной  (СО РАН, Новосибирск, Россия в 2006 году.